# レイモンド・アダムス
レイモンド・アダムス（英: Raymond Delacy Adams、1911年2月13日 - 2008年10月18日） は、アメリカの脳神経内科学者および脳神経病理学者。ハーバード大学医学大学院の教授、マサチューセッツ総合病院の脳神経内科学の主任を勤めた。
オレゴン州ポートランド近郊で出生。オレゴン大学で心理学の学位を取得して卒業した。1936年にデューク大学医学部から医学博士号を取得した。1951年にマサチューセッツ総合病院で神経学の主任になり、1977年に退職した。 20世紀半ばの著名な神経学者とされる。
1949年、ジョセフ・フォーリーと共に、negative myoclonusについて報告し 、1953年、「羽ばたき振戦」という用語を作り出した。 1963年、オーストラリアの神経学者ジェームズ・ランスとともに、後に「ランス・アダムス症候群」と呼ばれる低酸素脳症後のミオクローヌスについて報告した。
アダムス は、C. Miller Fisher 博士と協力して、脳血管疾患の分野である「一過性全健忘症」症候群の研究に貢献し、1965 年に「正常圧水頭症」の論文を「ニューイングランド・ジャーナル・オブ・メディシン」に報告した。 浸透圧性脱髄症候群ついても世界で初めて報告した。
アダムスはボストンでうっ血性心不全の合併症で死亡し、97 歳であった。